# Jezusovo obrezovanje
Jezusovo obrezovanje je pomemben dogodek in hkrati tudi krščanski praznik, ki se spominja kako je bil Jezus kot vsi judovski dečki na osmi dan po rojstvu obrezan.
V judovstvu je obrezovanje moških zelo pomembno: to je trenutek, ko deček tudi formalno postane član človeške skupnosti. Kristjani so pozneje obrezovanje zavrgli kot nepotrebno, a Jezusovo obrezovanje so vseeno že od začetka slovesno proslavljali, saj je bila to prva priložnost, ko je Jezus prelil svojo kri za odrešitev človeštva.
Datum praznika Jezusovega obrezovanja je tradicionalno 1. januar, kar je osmi dan po božiču, ki predstavlja praznik Jezusovega rojstva. Pravi datum Jezusovega rojstva (in obrezovanja) ni znan. Nekateri zgodovinarji trdijo, da sta datuma praznikov namenoma izbrana tako, da je obrezovanje hkrati tudi prvi dan v letu - Jezusovo obrezovanje naj bi bilo v prvih stoletjih pomembnejše od rojstva in naj bi označevalo začetek štetja časa.
Praznik Jezusovega obrezovanja so tradicionalno proslavljali vsi katoliki in pravoslavni kristjani, pa tudi številni protestanti. Po drugem Vatikanskem koncilu (1962-1965) je začela Rimskokatoliška cerkev na 1. januar postavljati v ospredje drug praznik - praznik Marije Božje matere.
Jezusovo obrezovanje je povezano tudi z eno od najzanimivejših krščanskih relikvij - to je sveti prepucij (kožica, ki je bila odrezana z Jezusovega telesa). 
Ker je Jezus po prepričanju kristjanov vstal od mrtvih in odšel s telesom v nebesa, je na zemlji ostalo zelo malo delov njegovega telesa, ki bi jih lahko shranili kot njegove osebne relikvije. 
V poštev bi prišli poleg prepucija še: popkovina in posteljica (placenta), mlečni zobje, deli nohtov, lasje, dlake in kri. Dejansko so kristjani pokazali precej zanimanja ravno za prepucij in znanih je več 
cerkva, ki trdijo (ali so trdile), da hranijo to relikvijo: 
opatija Charroux (Francija) od koder naj bi sveti prepucij odnesli v 
Lateransko baziliko v Rimu,
cerkev v Coulombsu (blizu Chartru, Francija),
cerkev v kraju Le Puy-en-Velay (Francija),
cerkev v Besançonu (Francija),
cerkev v Metzu (Francija),
cerkev v Santiagu de Compostela (Španija),
mesto Antwerpen (Belgija),
cerkev v Hildesheimu (Nemčija),
samostan Andechs (Nemčija),
cerkev v Calcati (blizu Viterba, Italija).